# Elecciones a la Junta General del Principado de Asturias de 2023
Las elecciones a la Junta General del Principado de Asturias de 2023 se celebraron el domingo 28 de mayo, durante las elecciones autonómicas de dicho año, de acuerdo con el decreto de convocatoria de elecciones que se publicó en el Boletín Oficial del Principado de Asturias el 4 de abril de 2023. Se eligieron a los 45 diputados de la xii legislatura de la Junta General mediante un sistema proporcional (método D'Hondt) en las tres circunscripciones en las que se divide electoralmente la provincia (34 escaños en la circunscripción central, 6 en la occidental y 5 en la oriental). Sustituyeron a los resultados de las elecciones de 2019.

## Calendario electoral
Asturias concurrió a las elecciones junto a otras 11 comunidades autónomas. El decreto de convocatoria de elecciones fue firmado el 3 de abril de 2023 por el presidente Adrián Barbón y entró en vigor el día 4 al ser publicado en el BOPA. La campaña electoral comenzó el viernes 12 de mayo y finalizó el 26 de mayo, siendo la jornada de reflexión al día siguiente, el sábado 27. Finalmente, el día 28 de 9:00 a 20:00 estuvieron abiertas las urnas.

## Censo electoral
Fueron llamadas a las urnas 958 635 personas, de las cuales 123 184 estaban en el extranjero.

## Candidaturas
Se presentaron quince candidaturas, cuatro más que en las anteriores elecciones.
Siete de estas candidaturas tenían representación parlamentaria:
- Federación Socialista Asturiana: Adrián Barbón, secretario general de la FSA desde 2017 y presidente del Consejo de Gobierno de Asturias desde el 20 de julio de 2019,[7] demostró su deseo de continuar con la presidencia en septiembre de 2022. Para ello anunció que se presentaría nuevamente a las primarias.[8]
- Partido Popular de Asturias: En noviembre de 2022 Alberto Núñez Feijoo, presidente del Partido Popular, designa a Diego Canga como candidato a las elecciones.[9]
- Ciudadanos: Ciudadanos sólo contó con un aspirante a la candidatura, el gijonés Manuel Iñarra, elegido en febrero de 2023.[10][11]
- Podemos Asturies: En Podemos Asturies, tras un proceso de primarias, Covadonga Tomé sale elegida candidata en noviembre de 2022 tras ganar con 1565 votos a los 1150 que consiguió Alba González.[12] Esto aumenta enormemente las divisiones de Podemos Asturias entre dos sectores: la directiva regional, vinculada al directiva nacional, y la crítica con ambas directivas. Tomé pertenece a este segundo grupo,[5] por lo que sufre un proceso de defenestración por parte de su propio partido, en donde no recibe apoyos para la campaña y es apartada de la agenda de la formación.[3] Las listas electorales son modificadas por la directiva regional y Tomé y los suyos se encierran durante 5 días en señal de protesta.[6]
- Convocatoria por Asturias: La coalición Asturias por la izquierda, formada por Izquierda Unida de Asturias e Izquierda Asturiana, que se presentó  en la anteriores elecciones autonómicas, obteniendo dos escaños, se amplía en esta convocatoria con la inclusión de Más País, y se presenta con la denominación de Convocatoria por Asturias.[13] Fue liderada por el coordinador general de Izquierda Unida en Asturias y diputado regional Ovidio Zapico.[14]

- Foro Asturias: Adrián Pumares resultaría elegido candidato a las elecciones en octubre de 2022, durante el V Congreso del Partido. Fue anunciado por la presidenta del partido Carmen Moriyón.[15]

- Vox: Vox Asturias es liderado desde enero de 2023 por José María Figaredo.[16] Sin embargo, se eligió como candidata a la concejala del Ayuntamiento de Tineo Carolina López Fernández.[17]

Las coaliciones y partidos extraparlamentarios que se presentaron eran:
- La coalición Verdes Equo Asturias formada por Alternativa verde por Asturias Equo (partido regional federado a Verdes Equo) y Los Verdes de Asturias.[18]
- Partido Animalista Con el Medio Ambiente
- Andecha Astur
- SOS Asturias, afiliado a España Vaciada
- Suma Principado, liderado por el exmiembro de Foro Asturias Pedro Leal.[19]
- Partido Unionista Estado De España
- Partido Comunista de los Trabajadores de España
- Por un Mundo Más Justo

## Resultados
Se presentaron 15 candidaturas:
|  | 36,49 % |

|  | 32,61 % |

|  | 10,10 % |

|  | 7,59 % |

|  | 3,92 % |

|  | 3,65 % |

|  | 1,08 % |

|  | 0,92 % |

|  | 0,60 % |

|  | 0,31 % |

|  | 0,26 % |

|  | 0,23 % |

|  | 0,21 % |

|  | 0,14 % |

|  | 0,04 % |

|  | 98,53 % |

|  | 1,46 % |

|  | 1,77 % |

|  | 56,85 % |

|  | 43,14 % |

### Por circunscripción electoral[22]
|       | FSA-PSOE                  | 195 999 | 36,48 %  | 19 | -1 | 157 852 | 36,25 %  | 13 | -  | 22 482 | 37,05 %  | 3 | -1 | 15 665 | 38,33 %  | 3 | - |
|       | PP de Asturias            | 175 131 | 32,61 %  | 17 | +7 | 139 012 | 31,92 %  | 12 | +6 | 21 236 | 34,99 %  | 3 | +1 | 14 883 | 36,42 %  | 2 | - |
|       | Vox                       | 54 273  | 10,10 %  | 4  | +2 | 46 452  | 10,66 %  | 4  | +2 | 3950   | 6,51 %   | 0 | -  | 3871   | 9,47 %   | 0 | - |
|       | Convocatoria por Asturias | 40 774  | 7,59 %   | 3  | +1 | 35 588  | 8,17 %   | 3  | +1 | 3278   | 5,4 %    | 0 | -  | 1908   | 4,67 %   | 0 | - |
|       | Podemos Asturies          | 21 052  | 3,92 %   | 1  | -3 | 18 937  | 4,35 %   | 1  | -3 | 1063   | 1,75 %   | 0 | -  | 1052   | 2,57 %   | 0 | - |
|       | Foro Asturias             | 19 652  | 3,65 %   | 1  | -1 | 14 022  | 3,22 %   | 1  | -1 | 4049   | 6,67 %   | 0 | -  | 1581   | 3,87 %   | 0 | - |
|       | Ciudadanos                | 4974    | 0,92 %   | 0  | -5 | 4333    | 0,99 %   | 0  | -5 | 315    | 0,51 %   | 0 | -  | 326    | 0,8 %    | 0 | - |
| Total | Total                     | 511 855 | 100,00 % | 45 | 0  | 416 196 | 100,00 % | 34 | 0  | 56 373 | 100,00 % | 6 | 0  | 39 286 | 100,00 % | 5 | 0 |

## Acontecimientos posteriores
La sesión de investidura discurrió los días 18 y 19 de julio. El 19 de julio se votó al presidente del Principado de Asturias, siendo el único candidato el presidente en funciones Adrián Barbón. Recibió los votos a favor de su partido (FSA-PSOE), Convocatoria por Asturias y Podemos. Dio vía libre la formación de su segundo gobierno.
| Fecha                                                   | Candidato                |    |    |   |   |   |   | Total |
| ------------------------------------------------------- | ------------------------ | -- | -- | - | - | - | - | ----- |
| 19 de julio de 2023 Mayoría requerida: Absoluta (23/45) | Adrián Barbón (FSA-PSOE) | 19 | -  | - | 3 | 1 | - |       |
| 19 de julio de 2023 Mayoría requerida: Absoluta (23/45) | Abstención               | -  | 17 | 4 | - | - | 1 |       |